# Lina Neidestam
Lina Neidestam (né le 22 avril 1984 à Södertälje) est une auteure de bande dessinée suédoise. Elle accède à la notoriété avec sa série féministe Zelda, recueillie en album à partir de 2009, et avec la bande dessinée pornographique Maran.

## Publication

### En français
- Zelda, EP, 2017.

## Distinction
- 2011 : Prix Adamson du meilleur auteur suédois pour l'ensemble de son œuvre (partagé avec Kim W Andersson)
- 2023 :  prix Sproing de la meilleure bande dessinée étrangère pour Zelda[1]